# 厚生労働省
厚生労働省（こうせいろうどうしょう、英: Ministry of Health, Labour and Welfare、略称: MHLW）は、日本の行政機関のひとつ。健康、医療、福祉、介護、雇用、労働、および年金に関する行政ならびに復員、戦没者遺族等の援護、旧陸海軍の残務整理を所管する。日本語略称・通称は、厚労省（こうろうしょう）。
2001年（平成13年）1月の中央省庁再編により、厚生省と労働省を統合して誕生した。予算規模は中央省庁の中で最大である。

## 沿革
- 内務省の社会局・衛生局が前身。
- 1938年（昭和13年）1月11日 - 厚生省官制（昭和13年勅令第7号）により厚生省を設置。
- 1946年（昭和21年）3月1日 - 労働組合法（昭和20年法律第51号）により中央労働委員会を設置。
- 1947年（昭和22年）9月1日 - 労働省設置法（昭和22年法律第97号）により労働省を設置。
- 1948年（昭和23年）5月31日 - 引揚援護庁設置令（昭和23年政令第124号）により、厚生省の外局として引揚援護庁を設置。
- 1949年（昭和24年）6月1日 - 厚生省設置法（昭和24年法律第151号）施行、厚生省官制を廃止。
- 1954年（昭和29年）4月1日 - 厚生省設置法改正により、引揚援護庁を廃止。
- 1962年（昭和37年）7月1日 - 厚生省設置法改正により、厚生省の外局として社会保険庁を設置。
- 2001年（平成13年）1月6日 - 厚生労働省設置法（平成11年法律第97号）により設置、厚生省および労働省を廃止。
- 2010年（平成22年）1月1日 - 社会保険庁を廃止。
- 2015年（平成27年）10月1日 - 内部部局である健康局の生活衛生課と水道課を、医薬食品局に移管するとともに医薬食品局を「医薬・生活衛生局」に改称した。
- 2016年（平成28年）4月1日 - 内閣の重要政策に関する総合調整等に関する機能の強化のための国家行政組織法等の一部を改正する法律（平成27年9月11日法律第66号）による自殺対策基本法の改正により、自殺対策の総合調整を行う特別の機関の自殺総合対策会議が、内閣府から厚生労働省に移管された。
- 2017年（平成29年）7月 - 雇用均等・児童家庭局は廃止、雇用環境・均等局と子ども家庭局に分割。職業能力開発局は廃止、人材開発統括官に変更。医務技監[注釈 2]を新設。
- 2023年（令和5年）4月1日 - 子ども家庭局を廃止し、業務をこども家庭庁に移管。あわせて、国立児童自立支援施設も移管された。
- 2023年（令和5年）9月1日 - 健康局及び医薬・生活衛生局を改組し、健康・生活衛生局及び同局感染症対策部並びに医薬局を新設。
- 2024年（令和6年）4月1日 - 水道業務を国土交通省及び環境省に、食品衛生基準策定業務を消費者庁に移管。
- 2025年（令和7年）4月1日 - 国立感染症研究所が国立研究開発法人国立国際医療研究センターと統合し、国立健康危機管理研究機構に移行。

## 所掌事務
厚生労働省設置法第4条は計118項目の所掌する事務を列記している。具体的には以下の事項に関する事務がある。
- 社会保障政策（1号）
- 少子高齢社会への対応（2号）
- 疾病の予防及び治療に関する研究（3号）
- 労働組合（5号）
- 労働基本権の保障（6号）
- 労働関係の調整（7号）
- 人口政策（8号）
- 医療の普及・向上及び指導・監督（9、10号）
- 医師及び歯科医師（12号）
- 国立ハンセン病療養所（29号）
- 麻薬等の取締り（32号）
- 毒物及び劇物の取締り（33号）
- 公衆衛生の向上及び増進（40号）
- 労働条件（41号）
- 産業安全・労働衛生（44、45号）
- 労働基準の監督（46号）
- 労働者災害補償保険事業（47号）
- 政府の行う職業紹介および職業指導（54号）
- 雇用保険事業（61号）
- 職業の安定（62号）
- 公共職業訓練（63号）
- 女性労働問題（72、73号）
- 児童・児童のある家庭及び妊産婦その他母性の福祉の増進（77号）
- 社会福祉事業の発達・改善（81号）
- 生活保護（82号）
- 消費生活協同組合（84号）
- 国民生活の保護および指導（86号）
- 障害者福祉（87、88号）
- 老人福祉（90、91号）
- 介護保険事業（93号）
- 医療保険（93～97号）
- 年金保険（98～101号）
- 社会保険労務士（102号）
- 引揚援護（103号）
- 戦傷病者・戦没者遺族等の援護（104号）
- 旧陸海軍の残務の整理（105号）
- 人口動態統計及び毎月勤労統計調査（第106号）

## 組織
内部組織は一般的に、法律の厚生労働省設置法、政令の厚生労働省組織令及び省令の厚生労働省組織規則が階層的に規定している。

### 幹部
- 厚生労働大臣（国家行政組織法第5条、法律第2条第2項）
- 厚生労働副大臣（国家行政組織法第16条）（2人）
- 厚生労働大臣政務官（国家行政組織法第17条）（2人）
- 厚生労働大臣補佐官（国家行政組織法第17条の2）（1人、必置ではない）
- 厚生労働事務次官（国家行政組織法第18条）
- 医務技監（法律第5条）
- 厚生労働審議官（法律第5条）
- 厚生労働大臣秘書官

### 内部部局
- 大臣官房（政令第2条第1項）
  - 総括審議官（2人）（政令第18条第1項）
  - 危機管理・医務技術総括審議官（1人）
  - 政策立案総括審議官（1人）
  - 公文書監理官（1人）
  - サイバーセキュリティ・情報化審議官（1人）
  - 高齢・障害者雇用開発審議官（1人）
  - 年金管理審議官（1人）
  - 審議官（1人）
  - 参事官（9人）（政令第19条第1項）
  - 人事課（政令第20条第1項）
  - 総務課
  - 会計課
  - 地方課
  - 国際課
  - 厚生科学課

- 医政局
  - 総務課（政令第31条）
  - 地域医療計画課
  - 医療経営支援課
  - 医事課
  - 歯科保健課
  - 看護課
  - 経済課
  - 研究開発振興課

- 健康・生活衛生局
  - 総務課（政令第40条）
  - 健康課
  - がん・疾病対策課
  - 難病対策課
  - 生活衛生課
  - 食品監視安全課
  - 感染症対策部（政令第2条第2項）
    - 企画・検疫課（政令第40条2項）
    - 感染症対策課
    - 予防接種課

- 医薬局
  - 総務課（政令第49条第1項）
  - 医薬品審査管理課
  - 医療機器審査管理課
  - 医薬安全対策課
  - 監視指導・麻薬対策課
  - 血液対策課

医薬品・医療機器等の承認審査や安全対策、薬物乱用対策などを所管。
- 労働基準局
  - 総務課（政令第59条第1項）
  - 労働条件政策課
  - 監督課
  - 労働関係法課
  - 賃金課
  - 労災管理課
  - 労働保険徴収課
  - 補償課
  - 労災保険業務課
  - 安全衛生部（政令第2条第2項）
    - 計画課（政令第59条第2項）
    - 安全課
    - 労働衛生課
    - 化学物質対策課

- 職業安定局
  - 総務課（政令第73条第1項）
  - 雇用政策課
  - 雇用保険課
  - 需給調整事業課
  - 外国人雇用対策課
  - 雇用開発企画課
  - 高齢者雇用対策課
  - 障害者雇用対策課
  - 地域雇用対策課

- 雇用環境・均等局
  - 総務課
  - 雇用機会均等課
  - 有期・短時間労働課
  - 職業生活両立課
  - 在宅労働課
  - 勤労者生活課

- 社会・援護局
  - 総務課（政令第100条第1項）
  - 保護課
  - 地域福祉課
  - 福祉基盤課
  - 援護企画課
  - 援護・業務課
  - 事業課
  - 障害保健福祉部（政令第2条第2項）
    - 企画課（政令第100条第2項）
    - 障害福祉課
    - 精神・障害保健課

生活保護制度や災害救援などの社会福祉、および中国残留邦人や戦没者遺族などに対する援護を所管。
- 老健局
  - 総務課（政令第112条）
  - 介護保険計画課
  - 高齢者支援課
  - 認知症施策・地域介護推進課
  - 老人保健課

介護保険制度など高齢者の健康・福祉に係る事務を所管。
- 保険局
  - 総務課（政令第118条）
  - 保険課
  - 国民健康保険課
  - 高齢者医療課
  - 医療介護連携政策課
  - 医療課
  - 調査課

医療保険制度を所管。診療報酬や薬価の設定も行う。
- 年金局
  - 総務課（政令第124条）
  - 年金課
  - 国際年金課
  - 資金運用課
  - 企業年金・個人年金課
  - 数理課
  - 事業企画課
  - 事業管理課

公的年金制度及び企業年金制度を所管。
- 人材開発統括官
- 政策統括官（総合政策担当）
- 政策統括官（統計・情報政策担当）

### 審議会等
- 社会保障審議会（法律第6条第1項）
- 厚生科学審議会
- 労働政策審議会
- 医道審議会
- 薬事審議会
- がん対策推進協議会（がん対策基本法、法律第6条第2項）
- アレルギー疾患対策推進協議会（アレルギー疾患対策基本法、法律第6条第2項）
- 肝炎対策推進協議会（肝炎対策基本法、法律第6条第2項）
- 循環器病対策推進協議会（健康寿命の延伸等を図るための脳卒中、心臓病その他の循環器病に係る対策に関する基本法、法律第6条第2項）
- 医薬品等行政評価・監視委員会（医薬品、医療機器等の品質、有効性及び安全性の確保等に関する法律、法律第6条第2項）
- 中央最低賃金審議会（最低賃金法、法律第6条第2項）
- 過労死防止対策推進協議会（過労死等防止対策推進法、法律第6条第2項）
- 労働保険審査会（労働保険審査官及び労働保険審査会法、法律第6条第2項）
- 特定石綿被害建設業務労働者等認定審査会（特定石綿被害建設業務労働者等に対する給付金等の支給に関する法律、法律第6条第2項）
- アルコール健康障害対策関係者会議（アルコール健康障害対策基本法、法律第6条第2項）
- 中央社会保険医療協議会（社会保険医療協議会法、法律第6条第2項）
- 社会保険審査会（社会保険審査官及び社会保険審査会法、法律第6条第2項）
- ハンセン病元患者家族補償金認定審査会（ハンセン病元患者家族に対する補償金の支給等に関する法律、法律第6条第2項）
- 国立研究開発法人審議会（政令第132条）[注釈 3]
- 疾病・障害認定審査会
- 援護審査会

### 施設等機関
当省の施設等機関は以下の7区分がある。国立児童自立支援施設（現在はこども家庭庁に移管）および国立障害者リハビリテーションセンターは慣例上、「国立更生援護機関」と総称される。
- 検疫所（法律第16条）
- 国立ハンセン病療養所
- 国立医薬品食品衛生研究所（政令第135条）
- 国立保健医療科学院
- 国立社会保障・人口問題研究所
- 国立障害者リハビリテーションセンター

#### 検疫所
厚生労働省検疫所は以下の13検疫所の下に14支所と80出張所が置かれている。
- 小樽検疫所（省令第76条別表第1）
- 仙台検疫所
- 成田空港検疫所
- 東京検疫所
- 横浜検疫所
- 新潟検疫所
- 名古屋検疫所
- 大阪検疫所
- 関西空港検疫所
- 神戸検疫所
- 広島検疫所
- 福岡検疫所
- 那覇検疫所

#### 国立ハンセン病療養所
- 国立療養所松丘保養園（省令第474条別表第3）
- 国立療養所東北新生園
- 国立療養所栗生楽泉園
- 国立療養所多磨全生園
- 国立駿河療養所
- 国立療養所長島愛生園
- 国立療養所邑久光明園
- 国立療養所大島青松園
- 国立療養所菊池恵楓園
- 国立療養所星塚敬愛園
- 国立療養所奄美和光園
- 国立療養所沖縄愛楽園
- 国立療養所宮古南静園

#### 国立障害者リハビリテーションセンター
- 管理部（省令第625条）
  - 総務課
  - 会計課
  - 医事管理課
- 企画・情報部
  - 企画課
  - 情報システム課
  - 高次脳機能障害情報・支援センター
  - 発達障害情報・支援センター

- 自立支援局
  - 総合相談支援部
  - 第一自立訓練部
  - 第二自立訓練部
  - 理療教育・就労支援部
  - 国立光明寮
    - 函館視力障害センター（省令第651条）
    - 塩原視力障害センター
    - 神戸視力障害センター
    - 福岡視力障害センター

  - 国立保養所
    - 伊東重度障害者センター（省令第658条）
    - 別府重度障害者センター

  - 国立知的障害児施設
    - 秩父学園（省令第665条）

  - 病院
  - 研究所
  - 学院

### 特別の機関
- 自殺総合対策会議（自殺対策基本法第23条）
- 死因究明等推進本部（死因究明等推進基本法第20条）
- 中央駐留軍関係離職者等対策協議会（駐留軍関係離職者等臨時措置法、法律附則2）

### 地方支分部局
地方支分部局は地方厚生局と都道府県労働局の2区分がある。都道府県労働局は47各都道府県に1つ設置されている。
- 地方厚生局 （法律第17条） - 健康福祉部（政令第153条）、麻薬取締部、地方厚生支局（法律第19条）、地方麻薬取締支所（法律第20条）
- 都道府県労働局 - 労働基準監督署（法律第22条）（341署）、公共職業安定所（法律第23条）（477所）、地方労働審議会（第156条の2）、地方最低賃金審議会（最低賃金法第20条）、紛争調整委員会（個別労働関係紛争の解決の促進に関する法律第6条）

#### 地方厚生局
- 北海道厚生局（法律第152条）
- 東北厚生局
- 関東信越厚生局
- 東海北陸厚生局
- 近畿厚生局
- 中国四国厚生局 - 四国厚生支局（政令第154条）
- 九州厚生局 - 九州厚生局沖縄麻薬取締支所（政令第155条）

#### 都道府県労働局
太字は人事ブロック基幹局（北海道・宮城・埼玉・東京・新潟・愛知・大阪・広島・香川・福岡）
- 北海道労働局
- 宮城労働局
- 青森労働局
- 岩手労働局
- 秋田労働局
- 山形労働局
- 福島労働局
- 埼玉労働局
- 茨城労働局
- 群馬労働局
- 栃木労働局
- 長野労働局
- 東京労働局
- 千葉労働局
- 神奈川労働局
- 山梨労働局
- 新潟労働局
- 富山労働局
- 石川労働局
- 福井労働局
- 愛知労働局
- 岐阜労働局
- 静岡労働局
- 三重労働局
- 大阪労働局
- 滋賀労働局
- 京都労働局
- 奈良労働局
- 兵庫労働局
- 和歌山労働局
- 広島労働局
- 鳥取労働局
- 島根労働局
- 岡山労働局
- 山口労働局
- 香川労働局
- 徳島労働局
- 愛媛労働局
- 高知労働局
- 福岡労働局
- 佐賀労働局
- 長崎労働局
- 大分労働局
- 熊本労働局
- 宮崎労働局
- 鹿児島労働局
- 沖縄労働局

### 外局
- 中央労働委員会（国家行政組織法第3条第2項、労働組合法第19条の2、法律第25条） - 事務局（労働組合法第19条の11第1項）
  - 事務局 - 総務課（政令第158条）、審査課、調整第一課、調整第二課、調整第三課
    - 地方事務所（労働組合法第19条の11第2項）　西日本地方事務所が設置されている。

## 所管法人
主管する独立行政法人は2025年4月1日現在、以下に示す通り、中期目標管理法人10、国立研究開発法人6の計16法人である。行政執行法人は所管しない。
国立病院機構は、以前は役職員が国家公務員である「特定独立行政法人（現・行政執行法人）」であったが、独立行政法人通則法の改正法（平成26年6月13日法律第66号）施行に伴い、2015年（平成27年）4月1日から中期目標管理法人となり、役職員は国家公務員ではなくなった。
中期目標管理法人
- 勤労者退職金共済機構（労働基準局）
- 高齢・障害・求職者雇用支援機構（職業安定局）
- 福祉医療機構（社会・援護局）
- 国立重度知的障害者総合施設のぞみの園（社会・援護局）
- 労働政策研究・研修機構（政策統括官）
- 労働者健康安全機構（労働基準局）
- 国立病院機構（医政局）
- 医薬品医療機器総合機構（医薬局）
- 地域医療機能推進機構（医政局）
- 年金積立金管理運用独立行政法人（年金局）

国立研究開発法人（全て大臣官房が所管）
- 医薬基盤・健康・栄養研究所
- 国立高度専門医療研究センターの5法人
  - 国立がん研究センター
  - 国立循環器病研究センター
  - 国立精神・神経医療研究センター
  - 国立成育医療研究センター
  - 国立長寿医療研究センター

主管する特殊法人は2025年（令和7年）4月1日現在、日本年金機構（年金局）と国立健康危機管理研究機構（健康・生活衛生局）の2法人である。
特別の法律により設立される民間法人（特別民間法人）には2024年（令和6年）4月1日現在、以下の11法人である。以前は労働基準局所管の鉱業労働災害防止協会（略称：鉱災防）があったが、2014年（平成26年）3月31日に解散した。全国健康保険協会は、現在の資料では特別の法律により設立される法人ではなく、特別の法律により設立される民間法人とされている。
- 社会保険診療報酬支払基金（保健局）
- 全国健康保険協会（保険局）
- 建設業労働災害防止協会（労働基準局）
- 陸上貨物運送事業労働災害防止協会（労働基準局）
- 林業・木材製造業労働災害防止協会（労働基準局）
- 港湾貨物運送事業労働災害防止協会（労働基準局）
- 中央職業能力開発協会（人材開発統括官）
- 中央労働災害防止協会（労働基準局）
- 企業年金連合会（年金局）
- 石炭鉱業年金基金（年金局）
- 全国社会保険労務士会連合会（労働基準局）

特別の法律により設立される法人には健康保険組合連合会（保険局）、国民年金基金連合会（年金局）及び船員災害防止協会（労働基準局）の3法人がある。船員災害防止協会は国土交通省との共管である。任意団体には総合型健康保険組合の連合体である総合健康保険組合協議会がある。
他、社会福祉協議会、日本赤十字社、日本社会事業大学は厚生労働省管轄の公設民営機関とされている。

## 財政
2024年度（令和6年度）一般会計当初予算における厚生労働省所管の歳出予算は33兆8190億6892万8千円である。歳出予算全体の（114兆3812億3556万9千円）のおよそ3割を占め、国の行政機関（13府省2庁2院）の中で最大である。
機関別の内訳は以下のとおりである。
- 厚生労働本省 - 33兆6381億9630万4千円
- 検疫所 - 148億8471万1千円
- 国立ハンセン病療養所 - 303億5209万4千円
- 厚生労働本省試験研究機関 - 151億174万1千円
- 国立障害者リハビリテーションセンター - 74億6396万9千円
- 地方厚生局 - 177億2535万4千円
- 都道府県労働局 - 938億7424万2千円
- 中央労働委員会 - 14億7051万3千円

主管する一般会計の歳入予算は8079億9472万円であり、その大部分は弁償及返納金6085億9751万7千円である。
厚生労働省は労働保険特別会計を所管し、内閣府と年金特別会計を共管している。また、国会、裁判所、会計検査院、内閣、内閣府、デジタル庁、復興庁、総務省、法務省、外務省、財務省、文部科学省、厚生労働省、農林水産省、経済産業省、国土交通省、環境省及び防衛省所管の東日本大震災復興特別会計を共管する。
労働保険特別会計は、労災勘定、雇用勘定及び徴収勘定に、年金特別会計は基礎年金勘定、国民年金勘定、厚生年金勘定、健康勘定、子ども・子育て支援勘定及び業務勘定に区分して経理されている。

## 職員
一般職の在職者数は、2023年7月1日現在で32,095人（男性21,002人、女性11,093人）である。内訳は、本省が32,002人（男性20,933人、女性11,069人）、中央労働委員会は93人（男性69人、女性24人）となっている。
行政機関職員定員令に定められた定員は、特別職1人を含めて 33,759人である。本省および各外局別の定員は省令の厚生労働省定員規則に定められており、本省33,661人、中央労働委員会98人（事務局職員）と規定している。
2024年度一般会計予算における予算定員は特別職が21人、一般職が24,156人の計24,177人である。これとは別に特別会計の予算定員として労働保険特別会計に9,246人（厚生労働本省 - 230人、都道府県労働局 - 9,016人)、年金特別会計業務勘定に356人（厚生労働本省 - 175人、地方厚生局 - 181人）が措置されている。一般会計予算定員の機関別内訳は以下の通りである。
- 厚生労働本省 - 3,994人（うち、特別職19人）
- 検疫所 - 1,477人
- 国立ハンセン病療養所 - 2,619人
- 厚生労働本省試験研究機関 - 1,099人
- 国立障害者リハビリテーションセンター - 604人
- 地方厚生局 - 1,694人
- 都道府県労働局 - 12,590人
- 中央労働委員会 - 100人（うち、特別職2人）

職員の競争試験による採用は、国家公務員採用総合職試験（院卒者試験）、国家公務員採用総合職試験（大卒程度試験）、国家公務員採用一般職試験（大卒程度試験）、国家公務員採用一般職試験（高卒程度試験）、労働基準監督官採用試験及び食品衛生監視員採用試験の合格者の中から行われる。
一般職職員は非現業の国家公務員なので、労働基本権のうち争議権と団体協約締結権は国家公務員法により認められていない。団結権は認められており、職員は労働組合として国公法の規定する「職員団体」を結成し、若しくは結成せず、又はこれに加入し、若しくは加入しないことができる（国公法第108条の2第3項）。
2023年3月31日現在、人事院に登録された職員団体の数は連合体6、支部59となっている。組合員数は15,642人、組織率は55.6%となっている。この組織率は13府省庁2院の中では農林水産省（57.5%）の次に大きい。全厚生職員労働組合（全厚生）、全日本国立医療労働組合（全医労）、全労働省労働組合（全労働）、東京職業安定行政職員労働組合（東京職安労組）、大阪労働局職業安定行政職員労働組合、沖縄非現業国家公務員労働組合労働支部、および中央労働委員会事務局労働組合（中労委労組）などが現存する。全厚生と全医労は「厚生省労働組合共闘会議」を形成している。また以上2労組と全労働は国公労連（全労連傘下）に加盟している。中労委労組は中立系である。
中央官庁で勤務する官僚は、国会対応に追われ、連日の泊まり込みや、過労死ラインを超える月150時間ほどの残業が常態化している。中でも年金・保険・労働政策を所管する職員は、他省庁よりも残業時間が長く「強制労働省」や「拘牢省」などと揶揄されているが、一般職（事務職）の国家公務員に対して労働基準法や労働安全衛生法は拘束力がなく、厚労省の出先機関である労働基準監督署による立ち入り調査もない。近年では、長時間労働を抑制する働き方改革に乗り出している。
東京大学医科学研究所公共政策研究分野教授の武藤香織によれば、新型コロナウイルス感染症の流行において、日本国政府の情報発信が遅れた理由として、厚労省のマンパワーが常態的に不足するなか、各種の対応で職員の仕事量が許容量を超え、情報発信に手が回らなかったことが原因としている。
過酷な業務に耐えかねた若手や中堅のキャリア官僚が退職し人手不足が深刻化したことから、2022年には総合職の課長補佐級を中途採用すると発表した。

## 幹部職員
一般職の幹部は以下のとおりである。
- 事務次官：伊原和人
- 厚生労働審議官：山田雅彦
- 医務技監：迫井正深
- 大臣官房長：宮崎敦文
  - 総括審議官：青山桂子
  - 総括審議官（国際担当）：秋山伸一
  - 危機管理・医務技術総括審議官：佐々木昌弘
- 医政局長：森光敬子
- 健康・生活衛生局長：大坪寛子
  - 感染症対策部長：鷲見学
- 医薬局長：宮本直樹
- 労働基準局長：岸本武史
  - 安全衛生部長：安井省侍郎
- 職業安定局長：村山誠
- 雇用環境・均等局長：田中佐智子
- 社会・援護局長：鹿沼均
  - 障害保健福祉部長：野村知司
- 老健局長：黒田秀郎
- 保険局長：間隆一郎
- 年金局長：朝川知昭
- 人材開発統括官：宮本悦子
- 政策統括官（総合政策担当）：辺見聡
  - 政策立案総括審議官（統計、総合政策、政策評価担当）兼政策統括室長代理：河野恭子
- 政策統括官（統計・情報システム管理、労使関係担当）：原口剛
  - 政策立案総括審議官（統計、総合政策、政策評価担当）兼政策統括室長代理：河野恭子
- 中央労働委員会事務局長：奈尾基弘

## 刊行物
厚生労働省が執筆・編集する白書など年次報告書には、「厚生労働白書」、「労働経済白書」、「海外情勢報告」、「働く女性の実情」、「母子家庭の母の就業の支援に関する年次報告」、「ものづくり基盤技術の振興施策」（ものづくり白書）がある。ものづくり白書はものづくり基盤技術振興基本法8条にもとづき、国会に報告する「ものづくり基盤技術の振興施策」を収録した法定白書であり、経済産業省・文部科学省とともに執筆している。広報誌には月刊の『厚生労働』がある。2009年度（平成21年度）までは厚生労働問題研究会が発行主体であったが、2009年（平成21年）3月31日をもって解散したため、2009年（平成21年）4月号からは中央法規出版が編集・発行元となった。さらに、2012年（平成24年）4月号からは、日本医療企画が編集・発行元となった。

## 著名な出身者
前身の厚生省・労働省、両省の出身者を含む。
- 安井誠一郎 - 元厚生事務次官、元東京都知事
- 東龍太郎 - 元厚生省医務局長、元東京都知事。都立高等学校への学校群制度制定時の都知事。
- 中野徹雄 - 元厚生省薬務局長。薬務局長在任中、水俣病に取り組む
- 吉村仁 - 元厚生事務次官。医療制度改革を進める
- 持永和見 - 元厚生省薬務局長。薬害エイズ事件時代の薬務局長
- 松下廉蔵 - 元厚生省薬務局長、元ミドリ十字社長
- 岡光序治 - 元厚生事務次官。介護保険法などの策定に中心的に関わる。特別養護老人ホーム汚職事件で逮捕され実刑の確定判決。
- 翁久次郎 - 元厚生事務次官、元内閣官房副長官（事務担当）
- 横尾和子 - 元社会保険庁長官、元最高裁判所裁判官
- 羽毛田信吾 - 元厚生事務次官、元宮内庁長官
- 浅野史郎 - 元厚生省生活衛生局企画課長、元宮城県知事、コメンテーター
- 宮本政於 - 元厚生省横浜検疫所課長、元医系技官、作家
- 山川菊栄 - 初代労働省婦人少年局長（1947年 - 1951年）。評論家、作家、婦人運動家
- 斎藤邦吉 - 元労働事務次官、元自由民主党幹事長
- 道正邦彦 - 元労働事務次官、元内閣官房副長官（事務担当）
- 高橋久子 - 元労働省婦人少年局長、元最高裁判所裁判官
- 佐藤ギン子 - 元労働省婦人局長、元駐ケニア大使、元証券取引等監視委員会委員長
- 松原亘子 - 元労働事務次官、元駐伊大使。男女雇用機会均等法、育児休業法及び介護休業法（現在の育児介護休業法）などの策定に中心的に関わった。官界初の女性次官
- 渡邉芳樹 - 元厚生労働省年金局長、元社会保険庁長官、元駐スウェーデン大使
- 村木厚子 - 元厚生労働事務次官。障害者郵便制度悪用事件で逮捕されるも無罪の確定判決。のち2人目の女性次官に。
- 定塚由美子 - 元厚生労働省官房長。2019年、毎月勤労統計調査における統計不正問題で、国会での不正確な答弁等が問題となり、官房長から格下ポストの人材開発統括官に異動となり、事実上更迭され退官。

## 関連紛争や諸問題

### 諸問題
- 日本の少子化 - 日本における産児制限 - 日本における少子化対策 - 新エンゼルプラン[注釈 7]
- 出産育児一時金の外国人等による不正受給問題 - 2009年の国籍法改正後の偽装認知事件
- 日本の高齢化 - 日本における高齢化対策 - 社会保険料の国民負担の増大化
- 労働者派遣事業の拡大と諸問題 - 特定技能制度の創設（2019年に施行され事実上の「移民法」ともいわれる） - 年次改革要望書
- 生活保護の諸問題 - 生活保護の外国籍受給者の問題と最高裁判決
- 日本の年金問題 - 年金積立金管理運用独立行政法人に関する政策
- 日本における医療崩壊問題
  - 旭川医科大学における新型コロナ騒動 - 世界最多規模の病床数を有するなか新型コロナ対応の受診・病床提供拒否蔓延の問題及び就労制限など緊急事態宣言等の発動を求める日本医師会の問題[25][26][注釈 8]
  - 反ワクチン（Category:反ワクチン運動） - 反マスク - 新型コロナ感染症に関連する誤情報 - 日本におけるHPVワクチン低接種率による世界ワーストの子宮頸がん罹患率増（2018年）の問題とその対応
  - 高額療養費の外国人による不正利用問題
- 四大公害病 - 森永ヒ素ミルク中毒事件 - 薬害サリドマイド禍 - 薬害肝炎
- 旧優生保護法（現母体保護法） - 日本のハンセン病問題
- 遺伝子組み換え作物 - グリホサート含有除草剤ラウンドアップ問題（モンサント社：現在はバイエル社に統合し消滅）[注釈 9] - ゲノム編集作物ないし食品[27] - 日米経済調和対話
- 中国残留邦人帰国者問題

### 不祥事等
- 薬害エイズ事件
- 特別養護老人ホーム汚職事件
- 日歯連事件・中医協汚職事件：2004年の事件。
- 公的年金流用問題：公的年金のお金が別の用途に流用されていた問題。2004年の事件。
- 障害者郵便制度悪用事件
- 情報漏洩[28][注釈 10]
- 厚生労働省パワハラ相談員パワハラ事件
- 統計不正調査問題：毎月勤労統計調査にて不適切な手法を用い、対応をしていた問題。
- 障害者雇用水増し問題：当省だけでなく行政機関、立法機関、司法機関、独立行政法人、地方公共団体等で起きた、資格を満たさない者を障害者と認定していた問題。
- 金浦空港職員暴行事件：韓国に旅行にいった厚労省課長（当時）が金浦空港にて泥酔状態で搭乗をしようとしたが拒否され空港職員2人を暴行[29][30]、一時拘束されるも釈放された。自身のSNSにて「何故か拘束された」「韓国の警察はおかしい」と投稿した[31]。厚労省は事実確認をし2019年（令和元年）3月20日付けで課長を更迭した[32]。帰国後の取材に前課長は「お酒は飲んでいない、もみ合いのあと謝罪をした」と答えた[33]。同年8月19日、厚労省は当該前課長に対し国家公務員法の信用失墜行為の禁止違反より停職1か月の懲戒処分とした。処分まで時間がかかったことに対し前課長の体調悪化が理由だとした。この事件で前課長は韓国警察に暴行の疑いで立件されていたが[34]、被害者および大韓航空労組に謝罪し、同年4月26日に示談が成立したため不起訴処分となった[35]。
- 深夜にまで及ぶ送別会による新型コロナウイルスのクラスター（集団感染）が発生した疑い：東京都が21時までの営業時間短縮を要請していた同2021年（令和3年）3月24日、東京・銀座で老健局職員23人らが開催した送別会は同日23時50分頃まで続けられた。その後、老健局で新型コロナウイルスへの感染が相次いで判明し、送別会に参加した12人を含め、29人の感染が確認された。
- 旧社会保険庁によるものは「社会保険庁の不祥事」を参照。

### その他
- 新潟日赤センター爆破未遂事件 - 在日朝鮮人の帰還事業
- 元厚生事務次官宅連続襲撃事件